# Šumná
Šumná är en ort i Tjeckien.   Den ligger i regionen Södra Mähren, i den sydöstra delen av landet, 170 km sydost om huvudstaden Prag. Šumná ligger 442 meter över havet och antalet invånare är 597.
Terrängen runt Šumná är huvudsakligen platt, men söderut är den kuperad. Runt Šumná är det ganska glesbefolkat, med 22 invånare per kvadratkilometer. Närmaste större samhälle är Znojmo, 14,9 km sydost om Šumná. Trakten runt Šumná består till största delen av jordbruksmark.